# Mark Korven
Mark Korven är en kanadensisk kompositör av filmmusik, som bland annat har gjort musiken till följande filmer: 
- 1987 – Sjöjungfruns sång (Patricia Rozema)
- 1990 – Det vita rummet (Patricia Rozema)
- 1991 – Sam och jag (Deepa Mehta)
- 1991 – The Grocer's Wife (John Pozer)
- 1995 – The Michelle Apartments (John Pozer)
- 1997 – Cube (Vincenzo Natali)
- 2001 – The Jonathan Wamback story (John L'Ecuyer)
- 2015 – The Witch (Robert Eggers)
- 2017 – Awakening the Zodiac (Jonathan Wright)
- 2018 – Our House (Anthony Scott Burns)
- 2019 – The Lighthouse (Robert Eggers)
- 2021 – No One Gets Out Alive (Santiago Menghini)
- 2021 – Resident Evil: Welcome to Raccoon City (Johannes Roberts)
- 2022 – The Black Phone (Scott Derrickson)